# Seznam chráněných území v okrese Zlín
Toto je seznam chráněných území v okrese Zlín aktuální k roku 2014, ve kterém jsou uvedena chráněná území v oblasti okresu Zlín.
| Kód  | Obrázek                        | Typ  | Název                      | Rozloha (ha) | Galerie Commons                                                         | Popis území | Souřadnice                       |
| ---- | ------------------------------ | ---- | -------------------------- | ------------ | ----------------------------------------------------------------------- | --- | -------------------------------- |
| 1422 | Bezedník                       | PP   | Bezedník                   | 1,58         | Kategorie „Bezedník“ na Wikimedia Commons                               | Rybník - refugium obojživelníků | 49°17′58″ s. š., 17°43′28″ v. d. |
| 71   | Severní část CHKO Bílé Karpaty | CHKO | Bílé Karpaty               | 71 500       | Kategorie „CHKO Bílé Karpaty“ na Wikimedia Commons                      | | 49°1′13″ s. š., 17°51′20″ v. d.  |
| 770  | Bílé potoky                    | PR   | Bílé potoky                | 8,78         | Kategorie „Bílé potoky“ na Wikimedia Commons                            | Druhově bohatá louka s mokřadní vegetací a výskytem několika druhů orchidejí | 49°6′56″ s. š., 18°1′37″ v. d.   |
| 2436 | Budačina                       | PP   | Budačina                   | 8,06         | Kategorie „Budačina“ na Wikimedia Commons                               | Skupina pískovcových skal s jeskyní. Přírodní výtvor je chráněn z hlediska přírodního i historického | 49°11′23″ s. š., 17°24′24″ v. d. |
| 5611 |                                | PR   | Bukové hory                | 2,03         |                                                                         | Dochované území se soustředěnými přírodními hodnotami se zastoupením ekosystémů typických a významných pro příslušnou geografickou oblast; zachování fragmentu původních lesních porostů v tomto případě bučiny s doprovodnou florou a faunou | 49°10′44″ s. š., 17°45′8″ v. d.  |
| 1423 | Bzová - pahýly                 | PP   | Bzová                      | 2,64         | Kategorie „Bzová (natural monument)“ na Wikimedia Commons               | Bukový prales s klenem a jedlí | 49°19′15″ s. š., 17°44′15″ v. d. |
| 1424 | Čertův kámen                   | PP   | Čertův kámen               | 1,86         | Kategorie „Čertův kámen (Provodov)“ na Wikimedia Commons                | Výrazná ukázka selektivního větrání pískovcových skal | 49°9′9″ s. š., 17°44′4″ v. d.    |
| 1425 | Dobšena                        | PP   | Dobšena                    | 1,49         | Kategorie „Dobšena“ na Wikimedia Commons                                | Extenzivní pastvina s prameništěm s populací kruštíku bahenního a dalších lučních vstavačovitých druhů | 49°7′54″ s. š., 18°2′9″ v. d.    |
| 1623 | -                              | PP   | Hluboče                    | 2,58         | Kategorie „Hluboče“ na Wikimedia Commons                                | Zbytek typické bělokarpatské louky s bohatou květenou | 49°3′36″ s. š., 18°3′15″ v. d.   |
| 1426 | Holíkova rezervace             | PP   | Holíkova rezervace         | 6,22         | Kategorie „Holíkova rezervace“ na Wikimedia Commons                     | Smíšený les s převahou buku | 49°19′53″ s. š., 17°47′18″ v. d. |
|      | Hostýnské vrchy                | PřP  | Hostýnské vrchy            | 20 400       | Kategorie „Hostýnské vrchy“ na Wikimedia Commons                        | | 49°23′ s. š., 17°44′43″ v. d.    |
| 5837 | Popis obrazku                  | PP   | Chladná dolina             | 3,0018       |                                                                         | Lesní pěnovcová prameniště, petrifikující prameny s tvorbou pěnovců, květnaté bučiny, bučiny asociace Luzulo-Fagetum | 49°18′18″ s. š., 17°44′0″ v. d.  |
| 1622 | Chladný vrch                   | PP   | Chladný vrch               | 2,58         | Kategorie „Chladný vrch“ na Wikimedia Commons                           | Dva staré bukové porosty, naleziště tesaříka alpského | 49°1′31″ s. š., 18°0′34″ v. d.   |
|      | Chřiby z rozhledny Brdo        | PřP  | Chřiby                     | 26 025       | Kategorie „Chřiby“ na Wikimedia Commons                                 | | 49°4′55″ s. š., 17°14′25″ v. d.  |
| 1427 |                                | PP   | Jalovcová louka            | 2,83         |                                                                         | Pastvina s porostem jalovce a s výskytem vstavačovitých | 49°17′52″ s. š., 17°50′15″ v. d. |
| 767  | Jalovcová stráň                | PR   | Jalovcová stráň            | 8,64         | Kategorie „Jalovcová stráň“ na Wikimedia Commons                        | Uchování krajinářských hodnot území, ochrana rostlinných a živočišných společenstev | 49°6′5″ s. š., 18°5′49″ v. d.    |
| 771  | Javorůvky                      | PR   | Javorůvky                  | 5,47         | Kategorie „Javorůvky“ na Wikimedia Commons                              | druhově bohatá louka s mokřadní vegetací a výskytem několika druhů orchidejí | 49°8′4″ s. š., 18°1′57″ v. d.    |
| 765  | Kaňoury                        | PP   | Kaňoury                    | 6,47         | Kategorie „Kaňoury“ na Wikimedia Commons                                | společenstva květnatých luk a pastvin s výskytem teplomilných druhů rostlin a vzácných druhů hmyzu | 49°6′52″ s. š., 18°6′25″ v. d.   |
| 1428 | Králky                         | PP   | Králky                     | 2,53         | Kategorie „Králky“ na Wikimedia Commons                                 | Výrazné skály budované horninami magurského flyše | 49°18′2″ s. š., 17°44′29″ v. d.  |
| 911  | Popis obrazku                  | PR   | Lazy                       | 3,12         | Kategorie „Lazy, Nature reserve, (Brumov-Bylnice)“ na Wikimedia Commons | Jedno z nejlépe zachovaných společenstev karpatských přepásaných luk s výskytem ohrožených druhů rostlin, především orchidejí | 49°3′34″ s. š., 18°0′31″ v. d.   |
| 262  | Na letišti                     | PP   | Na letišti                 | 3,33         | Kategorie „Na letišti“ na Wikimedia Commons                             | Slepé rameno Moravy s vodní flórou a faunou | 49°11′33″ s. š., 17°30′59″ v. d. |
| 269  | Na želechovických pasekách     | PP   | Na želechovických pasekách | 1,07         | Kategorie „Na Želechovických pasekách“ na Wikimedia Commons             | Lokalita jaterníku podléšky | 49°11′53″ s. š., 17°44′36″ v. d. |
| 6096 | Nad Kašavou                    | PP   | Nad Kašavou                | 4,6053       | Kategorie „Nad Kašavou“ na Wikimedia Commons                            | Mezofilní ovsíkové louky | 49°17′56″ s. š., 17°47′43″ v. d. |
| 1621 | Popis obrazku                  | PP   | Okrouhlá                   | 11,81        | Kategorie „Okrouhlá (nature reserve)“ na Wikimedia Commons              | Přirozený smíšený listnatý porost s bohatým bylinným patrem | 49°2′50″ s. š., 18°3′28″ v. d.   |
| 1429 | Ondřejovsko                    | PP   | Ondřejovsko                | 4,28         | Kategorie „Ondřejovsko“ na Wikimedia Commons                            | Skalnaté svahy s porostem buku, klenu a jilmu | 49°19′27″ s. š., 17°43′36″ v. d. |
| 5840 |                                | PP   | Pernikářská                | 5,3762       |                                                                         | Lesní pěnovcová prameniště, petrifikující prameny s tvorbou pěnovců, květnaté bučiny, bučiny asociace Luzulo-Fagetum | 49°19′3″ s. š., 17°41′15″ v. d.  |
| 769  | Ploščiny                       | PR   | Ploščiny                   | 19,29        | Kategorie „Ploščiny“ na Wikimedia Commons                               | Pastviny s bohatou květenou, krajinářsky vysoce hodnotné území | 49°8′17″ s. š., 18°3′36″ v. d.   |
| 768  | Přírodní památka Pod Cigánem   | PP   | Pod Cigánem                | 0,26         | Kategorie „Pod Cigánem“ na Wikimedia Commons                            | Mokřadní louka s bohatým výskytem prstnatce májového a prstnatce Fuchsova | 49°5′46″ s. š., 18°5′37″ v. d.   |
| 564  | Pod Drdolem                    | PP   | Pod Drdolem                | 0,25         | Kategorie „Pod Drdolem“ na Wikimedia Commons                            | Lokalita vstavače bledého | 49°11′38″ s. š., 17°45′41″ v. d. |
| 5633 | PP Pod lázněmi                 | PP   | Pod lázněmi                | 0,0002       | Kategorie „Pod lázněmi (natural monument)“ na Wikimedia Commons         | Pramen minerální vody | 49°12′14″ s. š., 17°35′54″ v. d. |
| 5822 |                                | PP   | Pod Obecním kopcem         | 5,1997       |                                                                         | Lesní pěnovcová prameniště, petrifikující prameny s tvorbou pěnovců, květnaté bučiny, bučiny asociace Luzulo-Fagetum | 49°19′41″ s. š., 17°42′5″ v. d.  |
| 777  | Pod Vrchy                      | PP   | Pod Vrchy                  | 1,21         | Kategorie „Pod Vrchy“ na Wikimedia Commons                              | Lokalita sněženky podsněžníku | 49°4′37″ s. š., 17°56′21″ v. d.  |
| 778  |                                | PP   | Podskaličí                 | 1,96         |                                                                         | Lokalita šafránu bělokvětého | 49°8′18″ s. š., 17°58′4″ v. d.   |
| 5985 | Polichno - Pod duby            | PP   | Polichno - Pod Duby        | 13,77        | Kategorie „Polichno-Pod duby“ na Wikimedia Commons                      | Bourovec trnkový - evropsky významný druh a jeho biotop | 49°4′25″ s. š., 17°42′2″ v. d.   |
| 877  | Průkopa                        | PP   | Průkopa                    | 2,57         | Kategorie „Průkopa“ na Wikimedia Commons                                | Bohatá lokalita kruštíku bahenního, růžkatého a širolistého | 49°14′37″ s. š., 17°54′14″ v. d. |
| 912  | Sidonie                        | PR   | Sidonie                    | 13,06        | Kategorie „Sidonie (nature reserve)“ na Wikimedia Commons               | Reprezentativní bukový porost v Bílých Karpatech | 49°3′10″ s. š., 18°4′20″ v. d.   |
| 5634 |                                | PP   | Sirnaté lázně              | 0,0002       |                                                                         | Pramen minerální vody | 49°12′10″ s. š., 17°35′57″ v. d. |
| 1430 | Skály                          | PP   | Skály                      | 6,99         | Kategorie „Skály (natural monument)“ na Wikimedia Commons               | Typická ukázka soláňských vrstev magurského flyše | 49°19′29″ s. š., 17°47′10″ v. d. |
| 5627 | Slanice pramen                 | PP   | Slanice pramen             | 0,0002       |                                                                         | Pramen minerální vody | 49°12′35″ s. š., 17°37′56″ v. d. |
| 5632 | Slanice studna                 | PP   | Slanice studna             | 0,0002       |                                                                         | Pramen minerální vody | 49°12′15″ s. š., 17°37′49″ v. d. |
| 776  | Smolinka                       | PP   | Smolinka                   | 5,41         | Kategorie „Smolinka“ na Wikimedia Commons                               | Bohatá lokalita šafránu bělokvětého | 49°10′12″ s. š., 18°0′28″ v. d.  |
| 1431 |                                | PP   | Solisko                    | 9,93         |                                                                         | Původní karpatská jedlobučina | 49°21′12″ s. š., 17°45′32″ v. d. |
| 766  | Šumlatová                      | PP   | Šumlatová                  | 0,82         | Kategorie „Šumlatová“ na Wikimedia Commons                              | Luční enkláva s hojným výskytem vstavačovitých | 49°5′40″ s. š., 18°4′23″ v. d.   |
| 1891 | Popis obrazku                  | PP   | Tlumačovská tůňka          | 0,20         | Kategorie „Tlumačovská tůňka“ na Wikimedia Commons                      | Rybníček se vzácnými druhy řas a velkým množstvím obojživelníků | 49°15′7″ s. š., 17°29′26″ v. d.  |
| 764  |                                | PP   | U Petrůvky                 | 2,27         |                                                                         | Lokalita vstavače kukačky, modráska očkovaného a modráska bahenního | 49°6′35″ s. š., 17°48′38″ v. d.  |
| 5635 |                                | PP   | U rybníka                  | 0,0002       |                                                                         | Pramen minerální vody | 49°11′53″ s. š., 17°36′1″ v. d.  |
| 1433 | Uhliska                        | PP   | Uhliska                    | 13,66        | Kategorie „Uhliska (nature reserve)“ na Wikimedia Commons               | Mokřadní louka s bohatou flórou a faunou | 49°9′20″ s. š., 17°40′35″ v. d.  |
| 1432 | Vela                           | PP   | Vela                       | 8,29         | Kategorie „Vela (natural monument)“ na Wikimedia Commons                | Zbytek bučiny | 49°18′32″ s. š., 17°43′16″ v. d. |
|      | Vizovické vrchy od Lidečka     | PřP  | Vizovické vrchy            | 13 300       | Kategorie „Vizovické vrchy“ na Wikimedia Commons                        | Přírodní park se souvislým zalesněním (většinu porostu tvoří smrkové monokultury), část krajiny je osídlena a hospodářsky využívána. | 49°12′41″ s. š., 17°53′25″ v. d. |
| 5636 |                                | PP   | Zelené údolí               | 0,0002       |                                                                         | Pramen minerální vody | 49°10′49″ s. š., 17°46′17″ v. d. |
| 5626 |                                | PP   | Želechovické paseky        | 0,0002       |                                                                         | Pramen minerální vody | 49°12′30″ s. š., 17°44′56″ v. d. |
|      | Popis obrazku                  | PřP  | Želechovické paseky        | 1 047,9      |                                                                         | Přírodní park k zachování, ochraně a podpoře přírodních a kulturních hodnot vyvážené krajiny. | 49°11′20″ s. š., 17°43′55″ v. d. |